# Heimdal (Løten)
Heimdal este o localitate din comuna Løten, provincia Hedmark, Norvegia, cu o suprafață de  km² și o populație de  locuitori (2013).